# Herb gminy Lisewo
Herb gminy Lisewo – symbol gminy Lisewo, ustanowiony 30 grudnia 1992.

## Wygląd i symbolika
Herb przedstawia na tarczy w polu białym czerwoną wieżę kościoła (nawiązanie do kościoła w Lisewie), a w jej dolnej części czerwoną tarczę herbową z białą jaszczurką (symbol Związku Jaszczurczego).